# آلبوم‌ها (کلکسیون جعبه‌ای)
آلبوم‌ها (انگلیسی: The Albums) یک کلکسیون جعبه‌ای از ترانه‌های ابرگروه سوئدی موسیقی پاپ آبا است که در ۱۱ نوامبر ۲۰۰۸ منتشر شد.

## فهرست ترانه‌ها

### سی‌دی ۱ –رینگ رینگ(۱۹۷۳)
1. «رینگ رینگ»
2. «شهری دیگر، قطاری دیگر»
3. «سرخوردگی»
4. «آدمیزاد نیازمند عشق است»
5. «در آینه دیدمش»
6. «نینا، بالرین زیبا»
7. «عاشقی آسان نیست (اما یقیناً به‌قدرِ کافی دشوار است)»
8. «من و بابی و برادر بابی»
9. «او برادر توست»
10. «این همان دختر مورد علاقه من است»
11. «من دختری بیش نیستم»
12. «گروه راک اند رول»

### سی‌دی ۲ –واترلو(۱۹۷۴)
1. «واترلو»
2. «نشسته در پام‌تری»
3. «ترانه کینگ کونگ»
4. «خدا نگهدار»
5. «مامانم گفت»
6. «برقص (تا موقعی که موسیقی برقراره)»
7. «هانی، هانی»
8. «مراقب باش»
9. «لیوینگستون چطور؟"
10. «ترانه عاشقانه‌ام را برایت خواهم خواند»
11. «سوزی پرسه‌زن»

### سی‌دی ۳ –آبا(۱۹۷۵)
1. "ماما میا»
2. «هی، هی هلن»
3. «سرزمین گرمسیری عشق»
4. «اس‌اواس»
5. «مرد میانی»
6. «بنگ-ئه-بومرنگ»
7. «دارم، دارم، دارم، دارم، دارم»
8. «سرخوشم کن»
9. «اینترمتزو شماره ۱»
10. «چشم‌به‌راهت بوده‌ام»
11. «خداحافظ»

### سی‌دی ۴ –ورود(۱۹۷۶)
1. «وقتی معلم را بوسیدم»
2. «ملکه رقصان»
3. «عشق من، زندگی من»
4. «دام دام دیدل»
5. «شناختن خودم، شناختن تو»
6. «پول، پول، پول»
7. «من آنم»
8. «چرا می‌بایست من باشم؟»
9. «ببر»
10. «ورود»

### سی‌دی ۵ –آبا: آلبوم(۱۹۷۷)
1. «عقاب»
2. «شانست را با من امتحان کن»
3. «یک مرد، یک زن»
4. «هدف اساسی»
5. «حرکت کن»
6. «خدشه بر روحت»

دختر موطلایی: سه صحنه از مینی-موزیکال
1. «به‌خاطر موسیقی سپاسگزارم»
2. «مانده‌ام کـه آیا (کوچ)»
3. «من یک خیمه‌شب‌باز هستم»

### سی‌دی ۶ –آیا می‌خواهی(۱۹۷۹)
1. «مثل روز اول نو»
2. «آیا می‌خواهی»
3. «رؤیایی دارم»
4. «چشمان بی‌گناه زیبا»
5. «پادشاه تاجش را از دست داده‌است»
6. «مادرت می‌داند؟»
7. «اگر شب‌ها نبودند»
8. «چیکیتیتا»
9. «عشاق (کمی بیشتر زندگی می‌کنند)»
10. «بوسه‌های آتشین»

### سی‌دی ۷ –سوپر تروپر(۱۹۸۰)
1. «سوپر تروپر»
2. «همه‌چیز به برنده تعلق دارد»
3. «حالا حالاها»
4. «آندانته، آندانته»
5. «من و خودم»
6. «سال نو مبارک»
7. «آخرین تابستانمان»
8. «نی‌نواز»
9. «تمام عشقت را تقدیم من کن»
10. «مرام دوستان قدیمی»

### سی‌دی ۸ –دیدارکنندگان(۱۹۸۱)
1. «دیدارکنندگان»
2. «پرتوان و باشتاب»
3. «وقتی همه تلاشمان را کردیم»
4. «سربازان»
5. «می‌گذارم موسیقی بیان کند»
6. «یکی از ما»
7. «یکی بخر، دو تا ببر»
8. «از کف می‌دهم»
9. «چون فرشته‌ای که از اتاقم می‌گذرد»

### سی‌دی ۹ – ترانه‌های اضافی
1. «چرخ گردان»
2. «سانتا رُزا»
3. «رینگ رینگ (فقط اگر زنگ می‌زدی)» (نسخهٔ سوئدی)
4. «واترلو» (نسخهٔ سوئدی)
5. «فرناندو»
6. «دنیای دیوانه»
7. «هاوایی شادمان»
8. «شهر شب تابستانی»
9. «آهنگ مختلط: یک گلوله پنبه بچین/بر فراز کوه اولد اسموکی/قطار میدنایت اسپشیال»
10. «نور عشق»
11. «بده! بده! بده! (مـردی را پس از نیمه‌شب)»
12. «اِلِـین»
13. «بخندم یا گریه کنم»
14. «یکی به من بدهکاری»
15. «کاساندرا»
16. «تحت حمله»
17. «روز پیش از آشنایی با تو»

## جداول موسیقی
| جدول (۲۰۲۱–۲۰۰۸)                          | بالاترین رتبه |
| ----------------------------------------- | ------------- |
| آلبوم‌های دانمارکی (هیت‌لیستن)              | ۱۰            |
| آلبوم‌های هلندی (جدول‌های هلند)             | ۳۷            |
| آلبوم‌های فنلاندی (جدول رسمی فنلاند)       | ۱۱            |
| آلبوم‌های فرانسوی (اس‌ان‌ئی‌پی)               | ۵۷            |
| آلبوم‌های آلمانی (۱۰۰ آلبوم برتر رسمی)     | ۲۴            |
| آلبوم‌های ایتالیایی (فیمی)                 | ۴۸            |
| آلبوم‌های نروژی (وی‌جی-لیستا)               | ۷             |
| آلبوم‌های روماندی (رتبه‌بندی سرگرمی جی‌اف‌کی) | ۳۰            |
| آلبوم‌های اسکاتلندی (شرکت جدول‌های رسمی)    | ۸۹            |
| آلبوم‌های سوئدی (برترین‌های سوئد)           | ۴             |
| آلبوم‌های سوئیسی (جدول موسیقی سوئیس)       | ۶۵            |
| آلبوم‌های بریتانیا (شرکت جدول‌های رسمی)     | ۸۹            |

## گواهینامه‌ها
| منطقه                             | گواهی  | واحد گواهی‌شده/فروش |
| --------------------------------- | ------ | ------------------ |
| دانمارک (آی‌اف‌پی‌آی)                | طلا    | ۱۵٬۰۰۰^            |
| سوئد (گی‌ال‌اف)                     | پلاتین | ۴۰٬۰۰۰^            |
| بریتانیا (بی‌پی‌آی)                 | نقره   | ۶۰٬۰۰۰^            |
| ^ رقم توزیع تنها بر پایهٔ گواهی‌ها. |        |                    |